# Tales from Topographic Oceans
Tales from Topographic Oceans é o sexto álbum da banda de rock progressivo Yes. É o álbum que marca a entrada do baterista Alan White (ex-Plastic Ono Band), substituindo o então baterista Bill Bruford, que estava na banda desde o começo. Além disso, é o último álbum a contar com o tecladista Rick Wakeman (por alguns anos), que voltaria ao Yes em 1977, no álbum Going for the One. Também se diferencia dos outros por ser o único álbum de estúdio duplo da banda. Nele há somente 4 músicas, cada uma ocupando um lado inteiro dos LPs e com uma média de 20 minutos cada. Certamente o álbum mais controverso da banda, pois foi criticado não só pela crítica especializada, mas também pelos próprios fãs por exceder os limites e levar a músicas a patamares exagerados. Embora as críticas sob sua construção e tamanho, obteve relativo sucesso nas paradas inglesas e norte-americanas.

## Visão geral
O conceito do álbum, duplo, com apenas 4 peças musicais, foi o trabalho mais ambicioso da banda até então.
Trata-se de um álbum conceitual. A temática gira em torno da busca do autoconhecimento como meio para se chegar à plenitude espiritual. Durante a turnê de promoção do álbum "Close to the Edge", o percussionista Jamie Muir (King Crimson) apresentou a Jon Anderson o livro do iogue e guru indiano Paramahansa Yogananda, intitulado "Autobiography of a Yogi", publicado em 1946. A obra foi responsável por transmitir ao mundo ocidental o pensamento espiritual do oriente, sendo considerada uma das maiores obras sobre espiritualidade do século XX. Anderson sentiu-se motivado a construir um álbum conceitual em cima das ideias contidas na nota de rodapé da página 83 deste livro, in verbis:
"Pertencente aos shastras, literalmente, "livros sagrados", compreendendo quatro classes de escrituras: "shrúti, smáti, purâna e tântra". Estes tratados abrangem todos os aspectos da vida religiosa e social, os campos do direito, medicina, arquitetura, arte, etc. Os shrútis são os Vedas, escrituras "diretamente ouvidas" ou "reveladas". Smátis ou lendas "rememoradas" vieram a ser escritas num passado remoto, sob a forma do mais longo dos poemas épicos, o Mnhábhárata e o Ramayâna. Os dezoito Purânas são, ao pé da letra, "alegorias antigas"; tântras literalmente significam "ritos" ou "rituais": estes tratados transmitem verdades profundas sob o véu de um minuncioso simbolismo."
Seu lançamento foi cercado de opiniões hostis, inclusive por parte dos críticos musicais, agradando a uns e desagradando a outros. Porém, os ouvintes casuais da banda e os fãs ficaram divididos em opiniões sobre este ser ou não o trabalho mais forte da banda. Alguns fãs o veem como um álbum muito excessivo e obscuro, enquanto outros o consideram a obra-prima do grupo.
Apesar de tudo isso, o álbum teve um certo sucesso e boa repercussão, sendo constantemente citado em discussões sobre álbuns progressivos e alcançando o 1º lugar nas paradas britânicas e o 6º lugar nas paradas americanas, além de ter sido condecorado com Disco de Ouro em ambas regiões. O projeto foi levado adiante por pressão de Anderson e Howe, e foi o primeiro disco do Yes a ser o mais vendido dentro do Reino Unido, com oitenta mil cópias vendidas antes mesmo de seu lançamento, no sistema pre-order. Até hoje, é o álbum mais vendido da carreira do Yes no período progressivo, totalizando mais de cinco milhões de cópias, e ficando atrás apenas de 90125, com sete milhões de cópias.

## Discórdia
As sessões de gravação do álbum não foram das melhores, com várias discordâncias entre os integrantes, e talvez isso tenha se refletido no resultado final. O tecladista Rick Wakeman não gostou do fato de que a maior parte do álbum foi feita somente por Jon Anderson e Steve Howe, deixando pouco espaço para ele e os outros integrantes participarem da obra. Pelo que disse em entrevistas, ficava a maior parte do tempo jogando dardos. As reclamações do integrante não eram novas: o antigo baterista Bill Bruford deixou o Yes um ano antes alegando razões parecidas, indo tocar com o King Crimson.
No início, houve uma discordância entre os membros sobre o local da gravação: metade da banda queria gravar em um estúdio no interior da Inglaterra e a outra metade queria gravar na metropolitana Londres. Foi decido que o álbum seria gravado em Londres, no Morgan Studios. Infeliz com a decisão, Anderson, que tinha sugerido gravar no campo, pediu aos técnicos do estúdio que o adaptassem colocando azulejos nas paredes da sala de gravação para "simular a acústica de um banheiro" (recebendo o apoio de Howe); não contente, Anderson e outros membros ainda decoraram o estúdio com bonecos de vacas, montes de feno e até um pequeno celeiro. As duas histórias foram confirmadas; a primeira pelo road manager da banda na época, Michael Tait, e a segunda por Ozzy Osbourne (que utilizava o estúdio ao lado para gravar com o Black Sabbath), em sua autobiografia.
Wakeman ficou insatisfeito com o resultado do álbum e logo após a turnê para a divulgação do trabalho saiu do grupo, passando a se dedicar à sua carreira solo, começando a planejar seu álbum de sucesso 'Journey to the Centre of the Earth'.
Apesar da opinião negativa de Wakeman, outros membros discordam: Steve Howe afirmou que alguns de seus melhores trabalhos de guitarra estavam neste álbum. Squire mencionou que, ao ouvir as fitas anos depois, pensou "realmente é um pouco exagerado, mas gostei muito". Mesmo o próprio Wakeman mencionou em entrevistas que ele gostou do conteúdo de "The Ancient", e inclusive apresentou "The Revealing Science of God" e "Ritual" com a banda em shows ao longo dos anos.

## Faixas
Letras creditadas a Jon Anderson e Steve Howe (exceto onde indicado). Música creditada ao Yes.

### Lado 1
1. "The Revealing Science of God (Dance of the Dawn)" – 20:25

### Lado 2
1. "The Remembering (High the Memory)" – 20:38 [Letra pelo Yes]

### Lado 3
1. "The Ancient (Giants Under the Sun)" – 18:35 [Letra por Anderson/Howe/Squire]

### Lado 4
1. "Ritual (Nous Sommes du Soleil)" – 21:37

## Ficha Técnica
- Jon Anderson - Vocal principal, Percussão, Violão
- Chris Squire - Baixo, Vocal de apoio
- Steve Howe - Guitarra, Violão, Vocal de apoio
- Rick Wakeman - Piano, Sintetizador, Mellotron, órgão Hammond
- Alan White - Bateria, Percussão

## Paradas
| Ano  | Parada                     | Posição |
| ---- | -------------------------- | ------- |
| 1973 | UK Albums Chart (RU)       | 1       |
| 1974 | Billboard Pop Albums (EUA) | 6       |

## Certificações
| Organização | Título        | Data                   |
| ----------- | ------------- | ---------------------- |
| RIAA - EUA  | disco de ouro | 8 de Fevereiro de 1974 |
| BPI - RU    | disco de ouro | 1 de Março de 1974     |

## Relançamentos
1988 - Atlantic (CD)
1994 - Atlantic (CD Remasterizado)
2003 - Rhino (CD Remasterizado com faixas bônus)